# Basílica de Santa Maria em Aracoeli
Santa Maria in Aracoeli ou Basílica de Santa Maria em Aracoeli é uma igreja titular e basílica menor em Roma, Itália, construída no cume do Monte Capitolino. É ainda hoje a igreja oficial do conselho municipal de Roma, que usa o título de "Senatus Populusque Romanus". É uma igreja muito conhecida por abrigar algumas das mais famosas relíquias de Roma, como as de Santa Helena, mãe do imperador Constantino I (r. 306–337), várias relíquias menores do Santo Sepulcro e o Santo Bambino de Aracoeli. É uma das igrejas regionais do Lácio em Roma.
O cardeal-presbítero protetor do título de Santa Maria em Ara Coeli é Salvatore De Giorgi, arcebispo-emérito de Palermo.

## História
Originalmente a igreja se chamava em latim "Sancta Maria in Capitolio", pois ficava no Monte Capitolino e seu nome só foi alterado no século XIV. Uma lenda medieval, incluída no "Mirabilia Urbis Romae", um guia de Roma de meados do século XII, afirma que a igreja teria sido construída sobre o altar "Ara primogeniti Dei" ("altar do primogênito de Deus"), do imperador Augusto, no local onde a Sibila Tiburtina teria profetizado ao próprio Augusto a vinda de Cristo. Por este motivo as figuras de Augusto e da Sibila estão pintadas nos lados do arco sobre o altar-mor. Na Idade Média, criminosos condenados eram executados na base da escadaria que leva à igreja; o auto-proclamado tribuno e ressuscitador da República Romana, Cola di Rienzo, foi condenado perto do local onde hoje está uma estátua em sua homenagem.
Em sua obra "The History of Money" ("A História do Dinheiro"), o antropólogo Jack Weatherford conta a história do templo que ficava no local onde a basílica está hoje, o Templo de Juno Moneta, na Cidadela do Capitólio (Arx Capitolina), cujo nome deu origem ao termo "moeda".
| “ | De acordo com historiadores romanos, no século IV a.C., o irritante grasnado dos gansos sagrados que viviam à volta do templo de Juno no Monte Capitolino avisou o povo de um iminente ataque noturno pelos galeses, que estavam escalando em segredo as muralhas da cidadela. A partir deste evento, a deusa recebeu o epíteto Juno-Moneta, do latim "monere" ("avisar")... Como padroeira do estado, Juno Moneta presidia diversas atividades estatais, incluindo a atividade primária de emitir dinheiro.... Atualmente, o local onde ficava o Templo de Juno Moneta, a fonte do grande influxo de moedas romanas, deu lugar à antiga... igreja de tijolos de Santa Maria in Aracoeli. Séculos atrás, arquitetos da igreja incorporaram as ruínas do antigo templo no novo edifício. | ” |
|   | — Jack Weatherford, The History of Money. |   |

A fundação da igreja atual está sobre o local de uma antiga abadia bizantina mencionada em 574. Muitos edifícios foram construídos à volta da primeira igreja; para cima, um claustro, enquanto que no declive da colina, um pequeno bairro e um mercado floresceram. Restos destes edifícios, como a pequena igreja de San Biagio de Mercato e a Insula Romana subjacente, foram descobertos na década de 1930.
Esta primeira igreja seguia o rito bizantino, um sinal do poder do exarca imperial na cidade. Tomada pelo papado no século IX, a igreja foi entregue primeiro para os beneditinos e, depois, para os franciscanos depois de uma bula papal em 1249–1250. Foi sob estes que ela adquiriu seu aspecto românico–gótico atual. Os arcos que dividem a nave dos corredores são suportados por colunas completamente diferentes umas das outras, todas reaproveitadas de ruínas romanas mais antigas. Durante a Idade Média, esta igreja tornou-se o centro religioso e civil da cidade, principalmente durante a experiência republicana do século XIV, quando Cola di Rienzo inaugurou a escadaria monumental com 124 degraus em frente da igreja, projetada em 1348 por Simone Andreozzi, na época da Peste Negra.
Em 1571, Santa Maria in Aracoeli abrigou as celebrações em homenagem a Marco Antônio II Colonna depois da vitoriosa Batalha de Lepanto sobre a frota turca. Para marcar a ocasião, o teto foi dourado e pintado (1575) em agradecimento à Nossa Senhora pela vitória. Em 1797, com a República Romana, a basílica foi secularizada e transformada num estábulo e boa parte do piso cosmatesco foi destruído. 

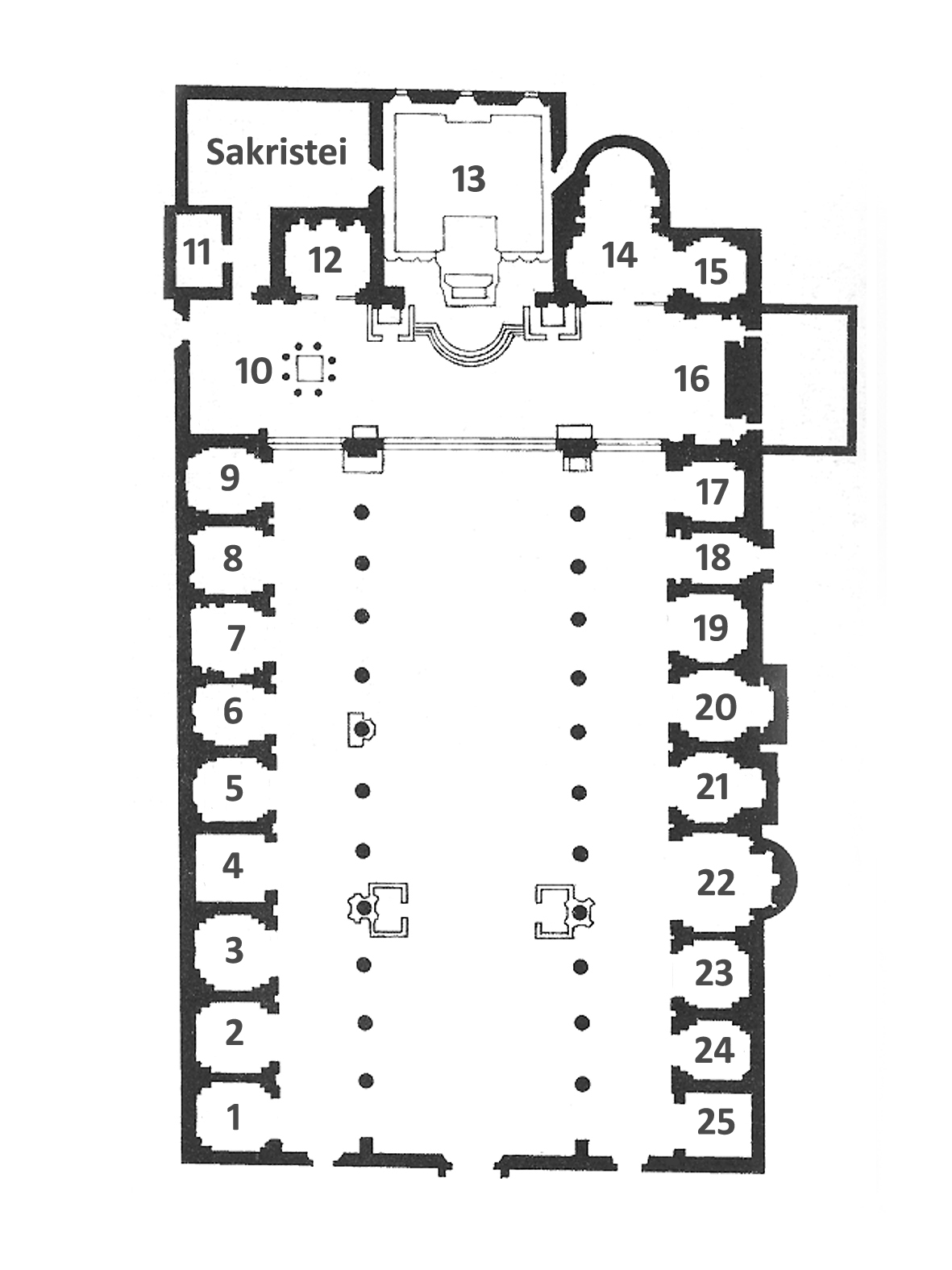
Planta da basílica.

O trabalho de restauração começou já em 1799. O santuário de Santa Helena foi reconstruído em 1833 e o novo órgão do coro, doado pelo príncipe Carlos Torlonia, foi inaugurado em 1848.
Com a unificação da Itália, a propriedade do convento passou para o Estado, que se estabeleceu ali quartéis e o comando dos guardas de trânsito da cidade. Durante a construção do Vittoriano, iniciada em 1882 e inaugurado em 1911, foram destruídos em poucos anos, em várias ocasiões, os edifícios entre o lado sul do Monte Capitolino e a entrada na Via del Corso, incluindo os edifícios do convento ligado à igreja e o sítio romano e medieval preexistente.

## Interior
A fachada original, não terminada, perdeu seus mosaicos e afrescos posteriores que a decoravam, salvo o mosaico no tímpano da porta principal, uma das três que também são adições posteriores. A janela é o único detalhe verdadeiramente gótico em toda a igreja.
A planta é basilical, com uma nave e dois corredores separados por colunas romanas. Entre os numerosos tesouros abrigados na igreja estão os afrescos do século XV de Pinturicchio sobre a vida de São Bernardino de Siena na Capela Bufalini, a primeira à direita. Outras características notáveis são o teto de madeira, o piso em estilo cosmatesco, uma "Transfiguração", pintada em madeira por Girolamo Siciolante da Sermoneta, a lápide de Giovanni Crivelli, de Donatello, o túmulo de Cecchino dei Bracci, projetado por seu amigo Michelangelo, e obras de outros artistas como Pietro Cavallini (dos seus afrescos, só um sobreviveu), Benozzo Gozzoli e Giulio Romano. No transepto está uma Madona e um monumento funerário de Arnolfo di Cambio.
A basílica é famosa em Roma por causa da estátua de madeira do Santo Bambino de Aracoeli, esculpido no século XV de madeira de oliveira vinda do Getsêmani e coberta com valiosos ex-votos. Ela foi roubada em fevereiro de 1994 e atualmente uma cópia fica numa capela na sacristia. Na Missa do Galo, à meia-noite da véspera de Natal, a imagem é levada coberta para um trono perante o altar-mor e revelada durante o Gloria. Dali até a Epifania, a imagem incrustada de jóias, fica no berço do presépio à esquerda da nave.
As relíquias de Santa Helena, mãe de Constantino, o Grande (r. 306–337), estão também em Santa Maria in Aracoeli, assim como as de São Junípero, um dos discípulos originais de São Francisco de Assis. O papa Honório IV e a rainha Catarina da Bósnia também estão enterrados ali. Outra relíquia famosa guardada na basílica é a tábua com o monograma de Jesus utilizada por São Bernardino de Siena para promover a devoção ao Santo Nome de Jesus.

## Galeria

Imagens da igreja
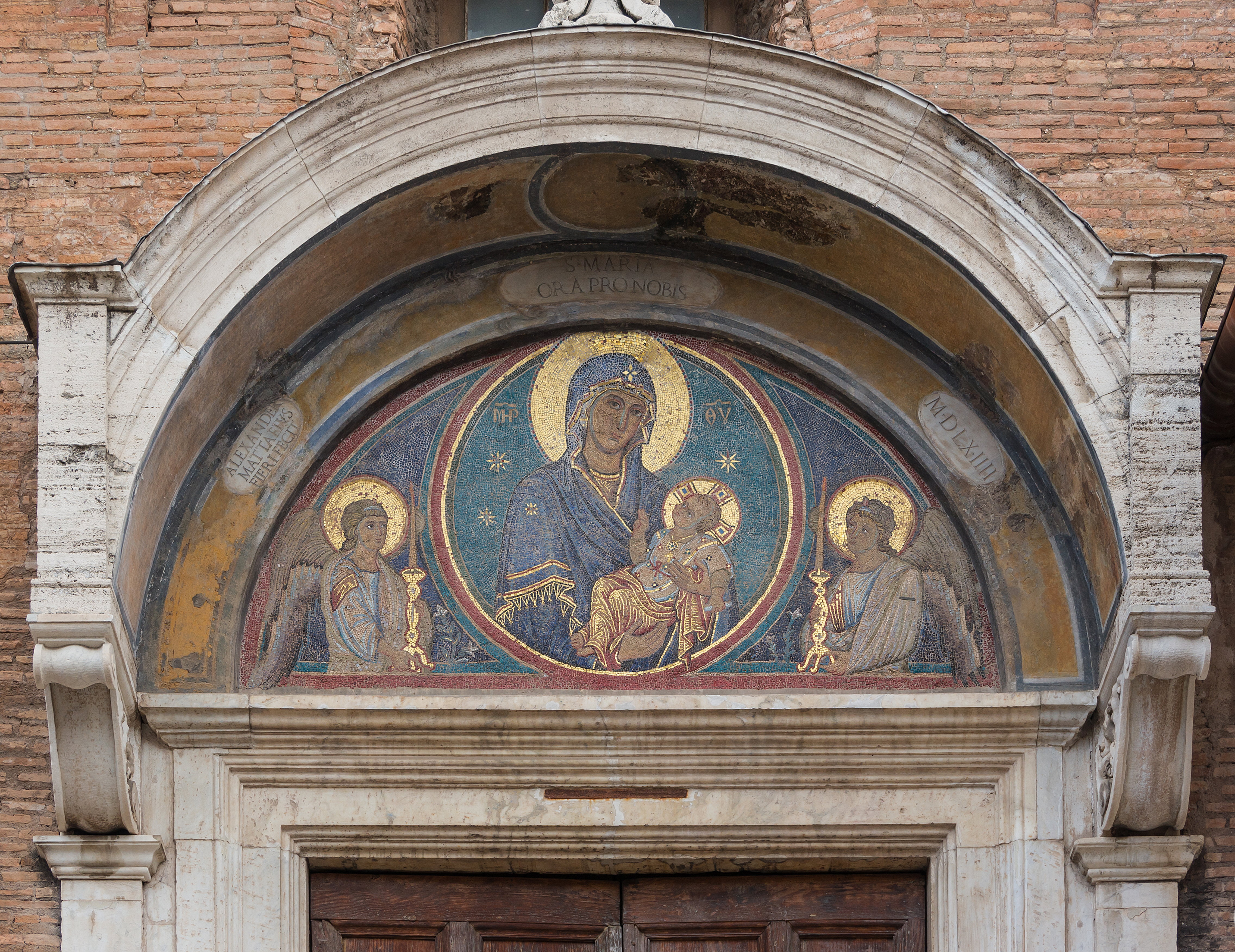
Mosaico no tímpano da porta principal, a única decoração remanescente na fachada.
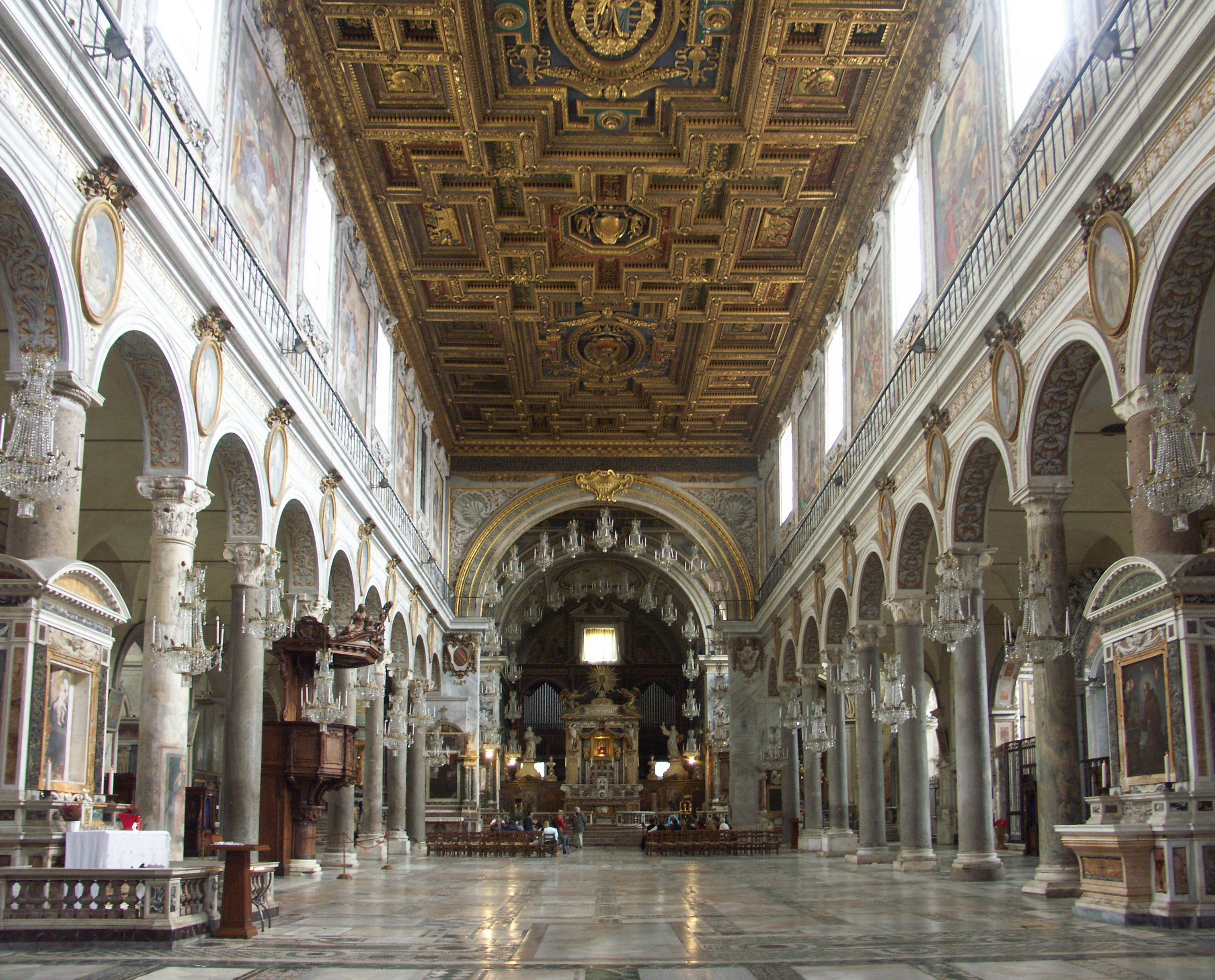
Vista do interior.
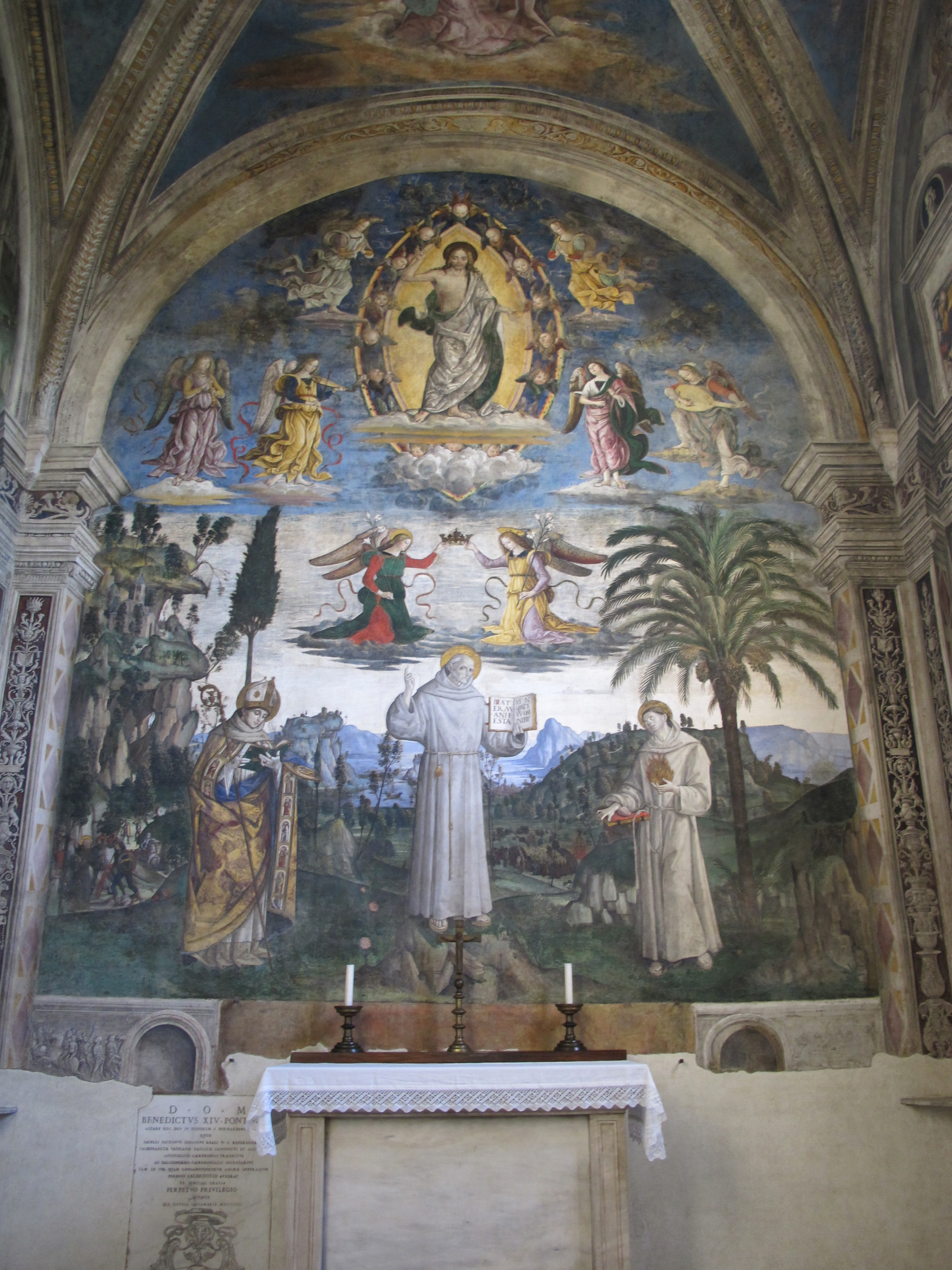
"São Bernardino de Siena", de Pinturicchio, na Capela Bufalini.
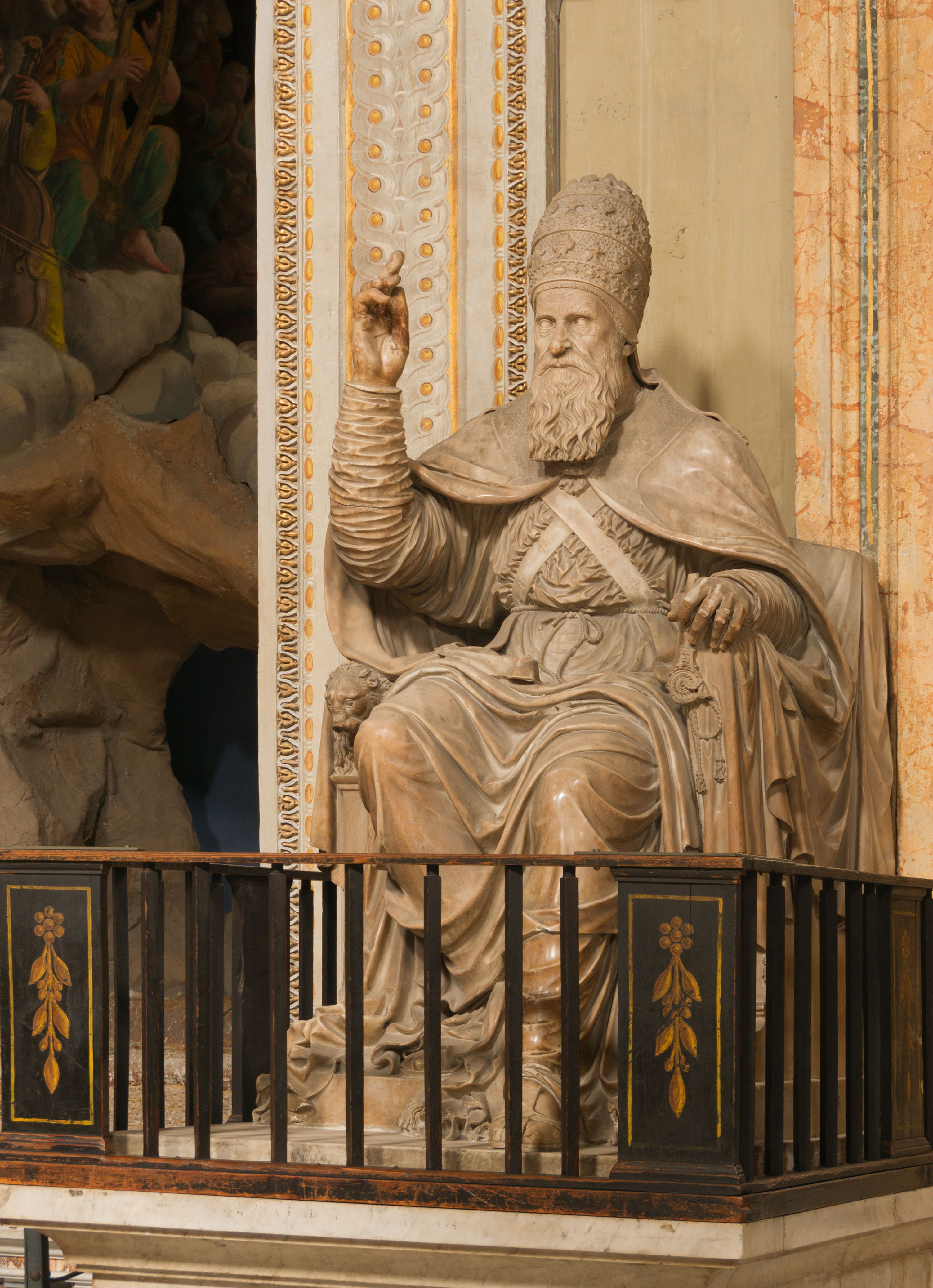
Estátua do papa Paulo III.
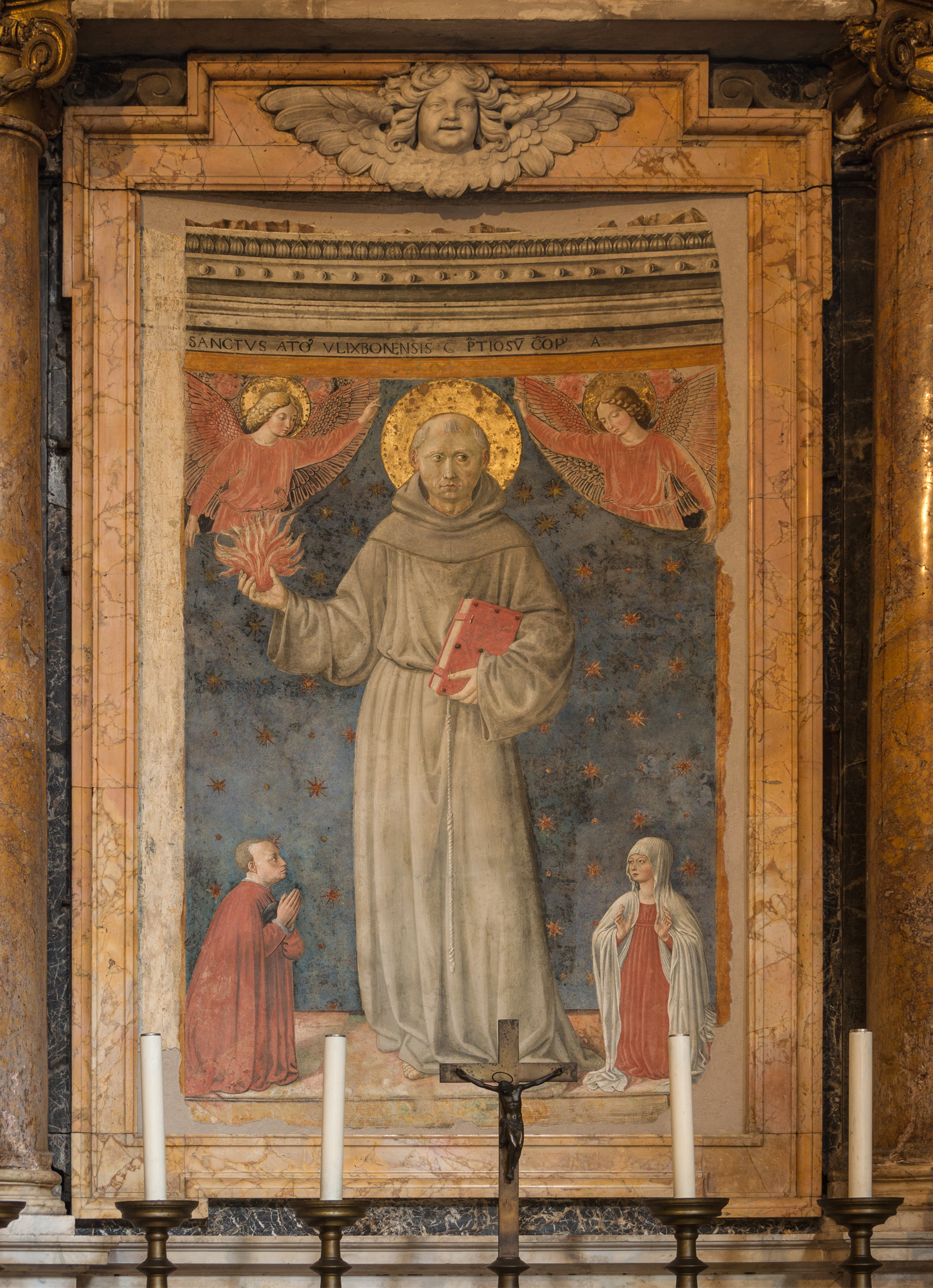
Afresco de Santo Antônio de Lisboa, de Benozzo Gozzoli.
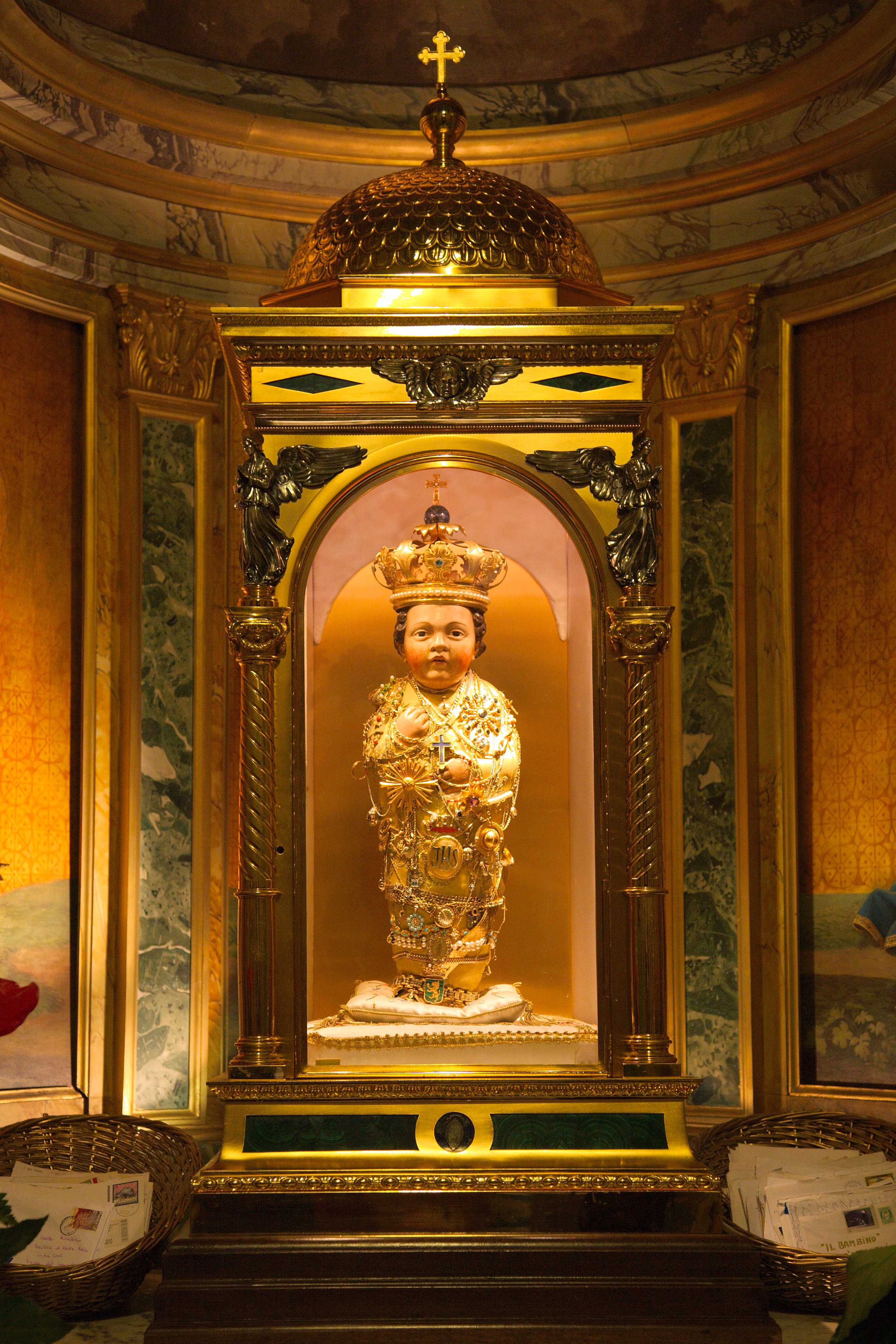
Santo Bambino de Aracoeli.